# Club Social y Deportivo Gremio
El Club Social y Deportivo Gremio es un equipo profesional de fútbol de la ciudad de Echeandía, Ecuador. Fue fundado el 22 de septiembre de 1997. Se desempeña en la Segunda Categoría del Campeonato Ecuatoriano de Fútbol.
Está afiliado a la Asociación de Fútbol Profesional de Bolívar.
- Datos: Q5774699